# Krešimir Lončar
Krešimir Lončar (nascut el 12 de febrer de 1983) és un exjugador professional de bàsquet croat. Fa 2,10 m d'alçada i pesa 105 kg. i jugava tant d'aler-pivot com de pivot.